# Lucio Funisulano Vetoniano
Lucio Funisulano Vetoniano (en latín: Lucius Funisulanus Vettonianus; ¿?- c. †98) fue un senador romano que vivió en el siglo I y desarrolló su carrera política bajo los imperios de Nerón, Vespasiano, Tito, Domiciano, Nerva y Trajano.

## Carrera política
Natural de la colonia Forum Popilii en la Regio VIII Emilia de Italia, conocemos su larga carrera a través de dos inscripciones, una procedente de su localidad de origen y otra dedicada por el ordo decurionis del municipio de Andautonia en Panonia, del que fue patrono, cuyos textos se desarrollan de la siguiente forma:

A
[L(ucius) Funisulanu]s L(uci) f(ilius) A[n]i(ensi) Vettonianus co(n)s(ul)

[VIIvir epulonum s]odalis Aug(ustalis) proco(n)s(ul) provinc(iae) A[f]ricae

[leg(atus) Aug(usti) pr(o) pr(aetore) provi]nc(iae) D< a = E >lmatiae item provinc(iae) Pannoniae

[item Moesiae sup]er(ioris) curator aquarum curator viae Ae[mil(iae)] praet(or) 4

[trib(unus) pleb(is) praef(ectus) aera]ri(i?) quaes[t(or) prov(inciae) Sic(iliae)] trib(unus) mil(itum) leg(ionis) VI Victr(icis) IIIv[ir capit(alis)]

B
L(ucio) Funisulano

L(uci) f(ilio) Ani(ensi) Vettoniano

trib(uno) mil(itum) leg(ionis) VI Vict(ricis) quaes

tori provinciae Siciliae 4

trib(uno) pleb(is) praet(ori) leg(ato) leg(ionis) IIII

Scythic(ae) praef(ecto) aerari(i) Satur

ni curatori viae Aemiliae co(n)s(uli)

VIIvir(o) epulonum leg(ato) pro pr(aetore) 8

provinc(iae) Dalmatiae item pro

vinc(iae) Pannoniae item Moesiae

superioris donato [[ab]]

[[Imp(eratore) Domitiano Aug(usto) Germani]] 12

[[co]] bello Dacico coronis IIII

murali vallari classica aurea

hastis puris IIII vex(il)lis IIII 

patrono 16

d(ecreto) d(ecurionum)

Vetoniano empezó su cu cursus honorum como triunviri capitalis dentro del vigintivirato a comienzos del imperio de Nerón, para pasar a servir a continuación como tribuno laticlavio en la Legio VI Victrix en su base de Legio en la provincia Tarraconense.
Su primera magistratura regular fue la cuestura, que desempeñó asignado al procónsul de la provincia senatorial Sicilia, para desempeñar al volver a Roma, sucesivamente, las magistraturas senatoriales canónicas de Tribuno de la Plebe y Pretor, está última hacia el año 60. Ya con rango pretorio, fue nombrado legado de la Legio IV Scythica, recién traslada desde la provincia Moesia a la provincia Siria para combatir en la Guerra romano-parta de Gneo Domicio Corbulón. El mando le fue otorgado a Vetoniano en 62, cuando la legión fue asignada a la provincia Capadocia y a su nuevo gobernador Lucio Junio Cesenio Peto, participando en la desastrosa campaña emprendida por este en 62, que culminó con la humillante derrota romana en la Batalla de Rhandeia.
Al igual que Cesenio Peto, este pésimo desempeño militar no influyó en su carrera y, de vuelta a Roma, fue nombrado por Nerón, sucesivamente, prefecto del Aerarium Saturni, el tesoro del estado romano, curador de la vía Emilia y curator aquarum, encargado de supervisar el funcionamiento de la red de acueductos que abastecía de agua potable a la Urbe, puesto que desempeñó entre los años 69 y 70, ya que Frontino no lo cita expresamente en su obra sobre los acudeuctos de Roma, tal vez porque fue nombrado por Galba u Otón durante el turbulento año de los cuatro emperadores.
En 78, bajo Vespasiano, fue nombrado consul suffectus para el nundinum de julio a octubre de ese año y fue admitido en el colegio sacerdotal de los VII viros epulones, encargado de supervisar los aspectos materiales del culto religioso público del estado romano. Al año siguiente, en 79, fue nombrado  gobernador de la provincia de Dalmacia, mando que desempeñó hasta 83.
Domiciano nombró a Vetoniano gobernador de la importante provincia Panonia, guarnecida por cuatro legiones, en el periodo 84-85. A finales de 86, con la guerra dacia ya declarada, Domicano dividió la provincia Moesia en dos y nombró a Vetoniano primer gobernador de la nueva provincia Moesia Superior, combatiendo exitosamente durante las campañas de los años 87 y 88, lo que condujo a la victoria romana en la batalla de Tapae, recibiendo los dona militaria consistentes en las coronas vallaris, muralis, classica (naval) y aúrea, cuatro vexilla y cuatro hastas puras o lanzas decoradas.
Su carrera culminó con el nombramiento de procónsul de la mucho más tranquila provincia África en el periodo 91-92. De vuelta a Roma, fue nombrado sodal Augusti, al cargo del culto imperial. En la Urbe, dedicó sus últimos años a sus labores religiosas hasta su fallecimiento en el año 98, ya bajo el imperio de Trajano, aunque cuando éste sucedió a Nerva, todavía cumplía sus funciones religiosas en el colegio de los Epulones. Fue enterrado en una tumba en Tusculum la vía Latina, de donde procede su epitafio.

## Descendencia
Vetoniano tuvo dos hijos, uno adoptivo, Tito Pomponio Mamiliano Rufo Antistiano Funisulano Vetoniano, consul suffectus en el año 100, bajo Trajano, y una hija, Funisulana Vettula, que contrajo matrimonio con Gayo Tetio Africano, Prefecto de Egipto en el año 82.